# Équipe de Tanzanie féminine de basket-ball
L'équipe de Tanzanie de basket-ball féminin est une sélection composée des meilleures joueuses tanzaniennes de basket-ball.
Les Tanzaniennes terminent huitièmes du Championnat d'Afrique en 1997. L'équipe ne s'est jamais qualifiée pour les Jeux olympiques ou le Championnat du monde de basket-ball féminin.